# Sergio De Lis
Sergio de Lis de Andrés (ur. 19 maja 1986 w San Sebastián) – hiszpański kolarz szosowy baskijskiej drużyny Euskaltel-Euskadi. Od 2008 roku należy do zawodowego peletonu.
Jak do tej pory nie odnosił żadnych znaczących sukcesów jako zawodowiec. W 2009 roku startował w Tour de Pologne, kończąc polski wyścig na odległym 94. miejscu. Na V etapie Eneco Tour wraz z Davidem Deroo (Skil-Shimano) oraz Jensem Mourisem (Vacansoleil) zaatakował tuż po starcie. Ich przewaga w pewnym momencie osiągnęła aż 18 minut, jednak uciekinierom nie udało się dojechać na czele do mety. Wyścig ukończył na 88. miejscu. Był również jeszcze w barwach Orbea 2. na etapie Circuito Montanes.
Ścigał się również na torze, lecz bez większych sukcesów.

## Wyniki
- 2009 – 88. miejsce w klasyfikacji generalnej Eneco Tour; 94. miejsce w klasyfikacji generalnej Tour de Pologne